# Surch
Surch oder Sorch (persisch سرخ, DMG surḫ, ‚das Rote‘) war eine indische Gewichtseinheit, die zur Zeit des Großmoguls Akbar I. (1542–1605) verwendet wurde. Sie orientierte sich wie das Rati am Gewicht der Paternostererbse (Abrus precatorius). Es galt:
- 1 Surch = 1/8 Masha = 0,125525 Gramm
  - 1 Masha = 1,0042 Gramm

Für das Maß Masha war die Silberrupie Akbars I. Grundlage. Diese wog 11 ½ Masha, genau 11,5484 Gramm.